# Глендалох
Глендалох (англ. Glendalough; ирл. Gleann Dá Loch) — средневековый монастырь, расположенный в одноимённой долине в графстве Уиклоу, Ирландия. Монастырь основан в VI веке святым Кевином и до XIII века играл заметную роль в церковной жизни Ирландии. В 1398 году английские солдаты изгнали из него последних монахов, после чего он стал церковью местного значения и местом паломничества. Является кандидатом на включение в список Всемирного наследия ЮНЕСКО в Ирландии.

## Галерея

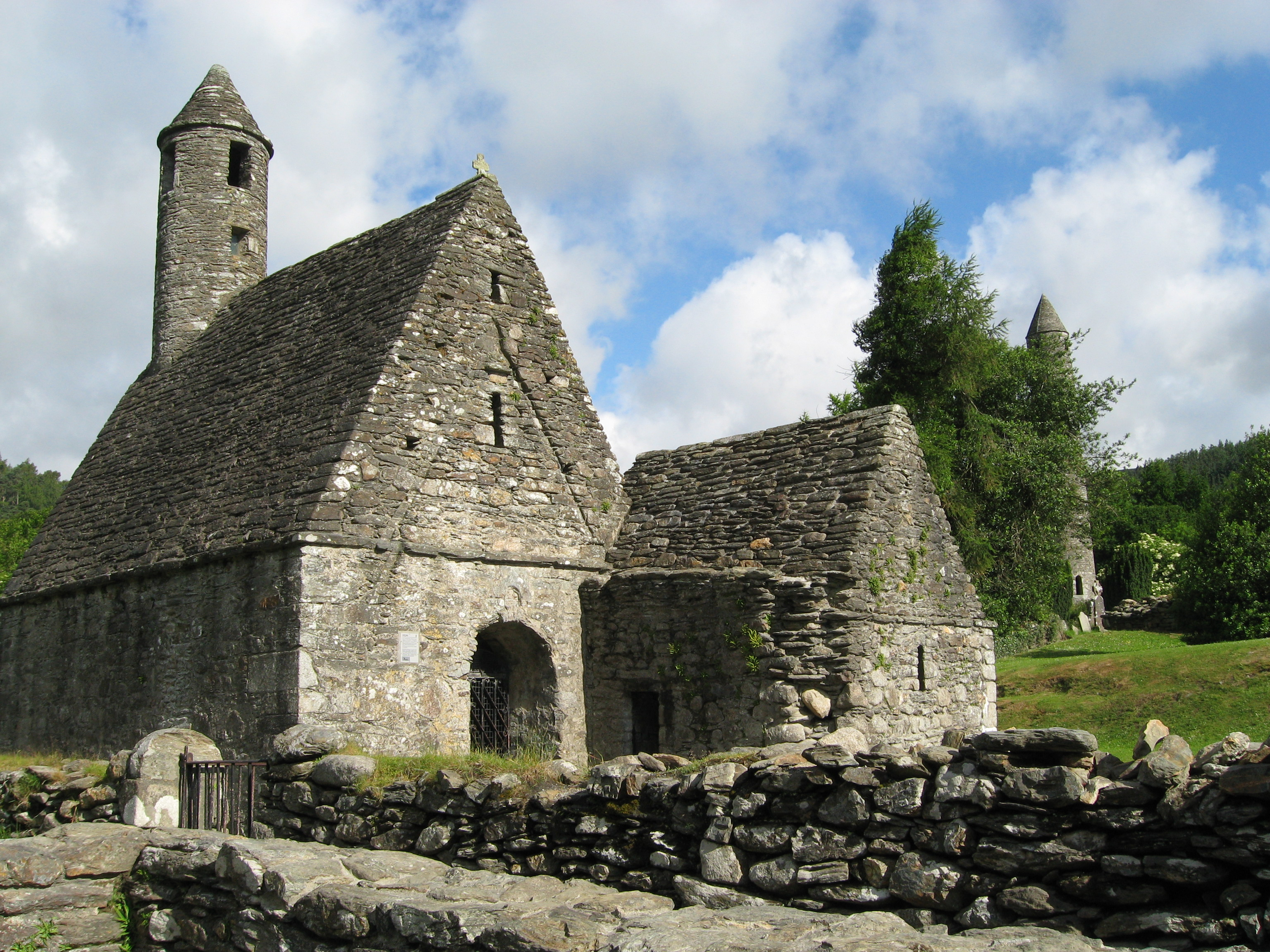
Церковь святого Кевина
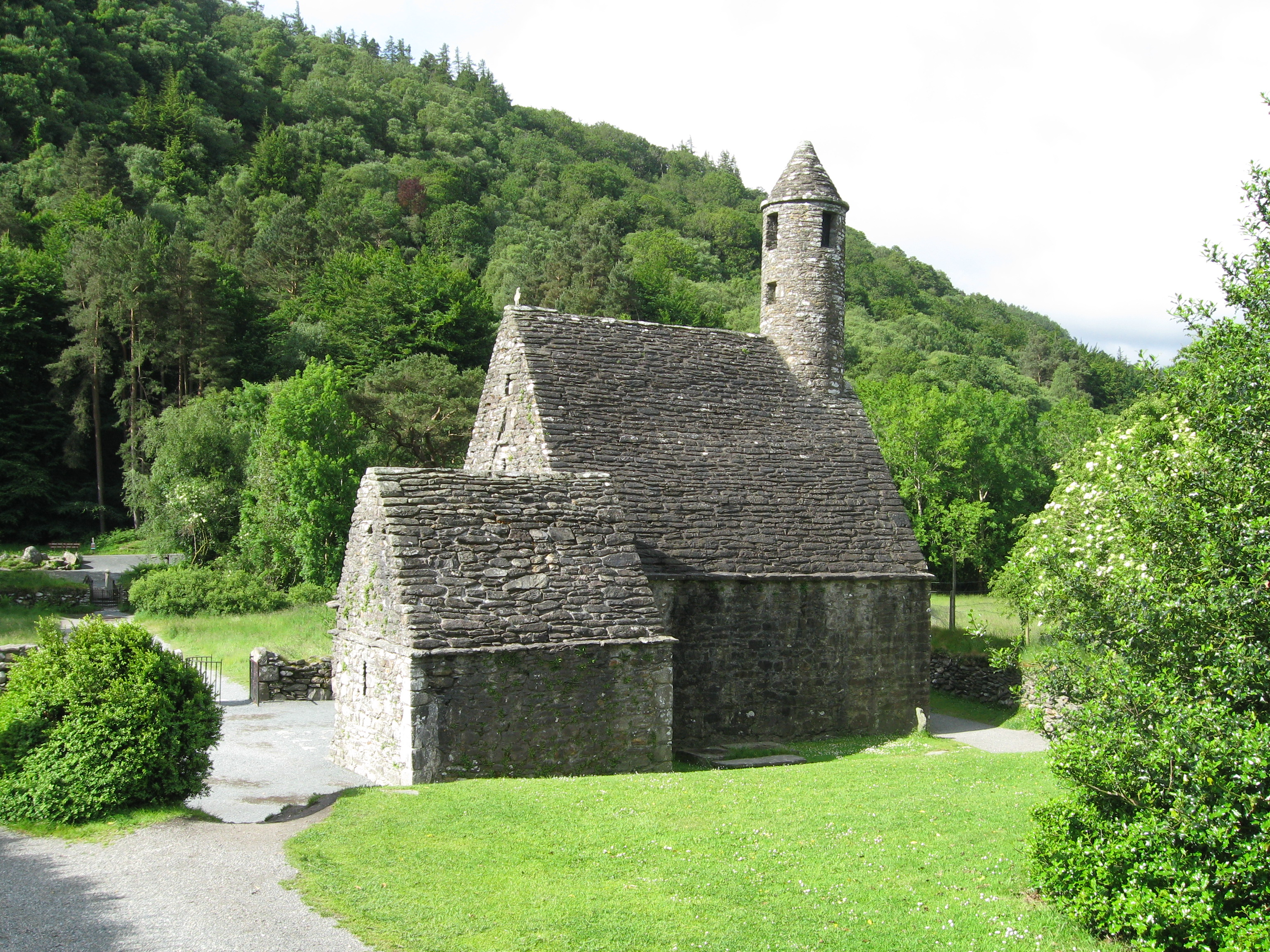
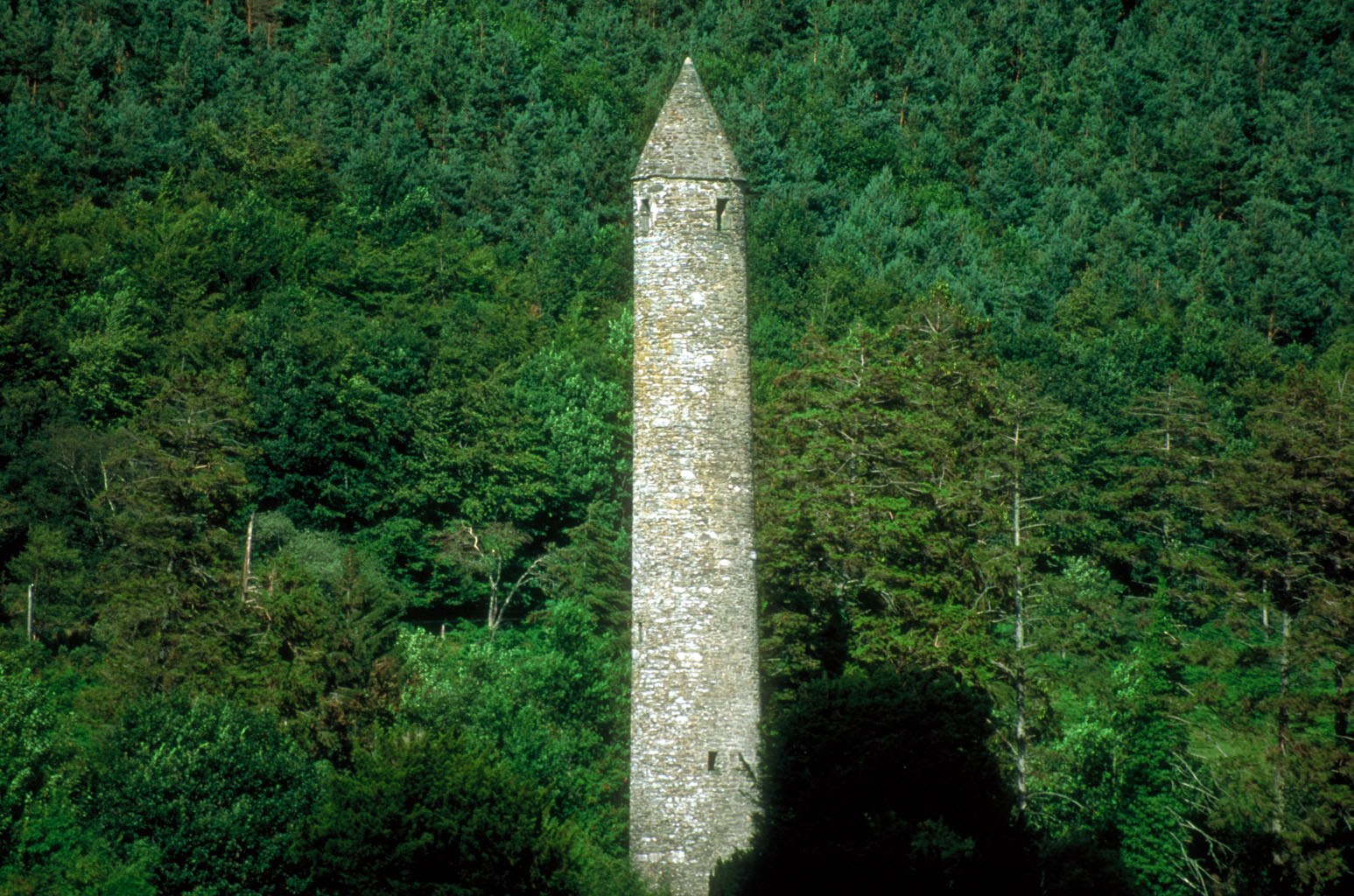
Круглая башня
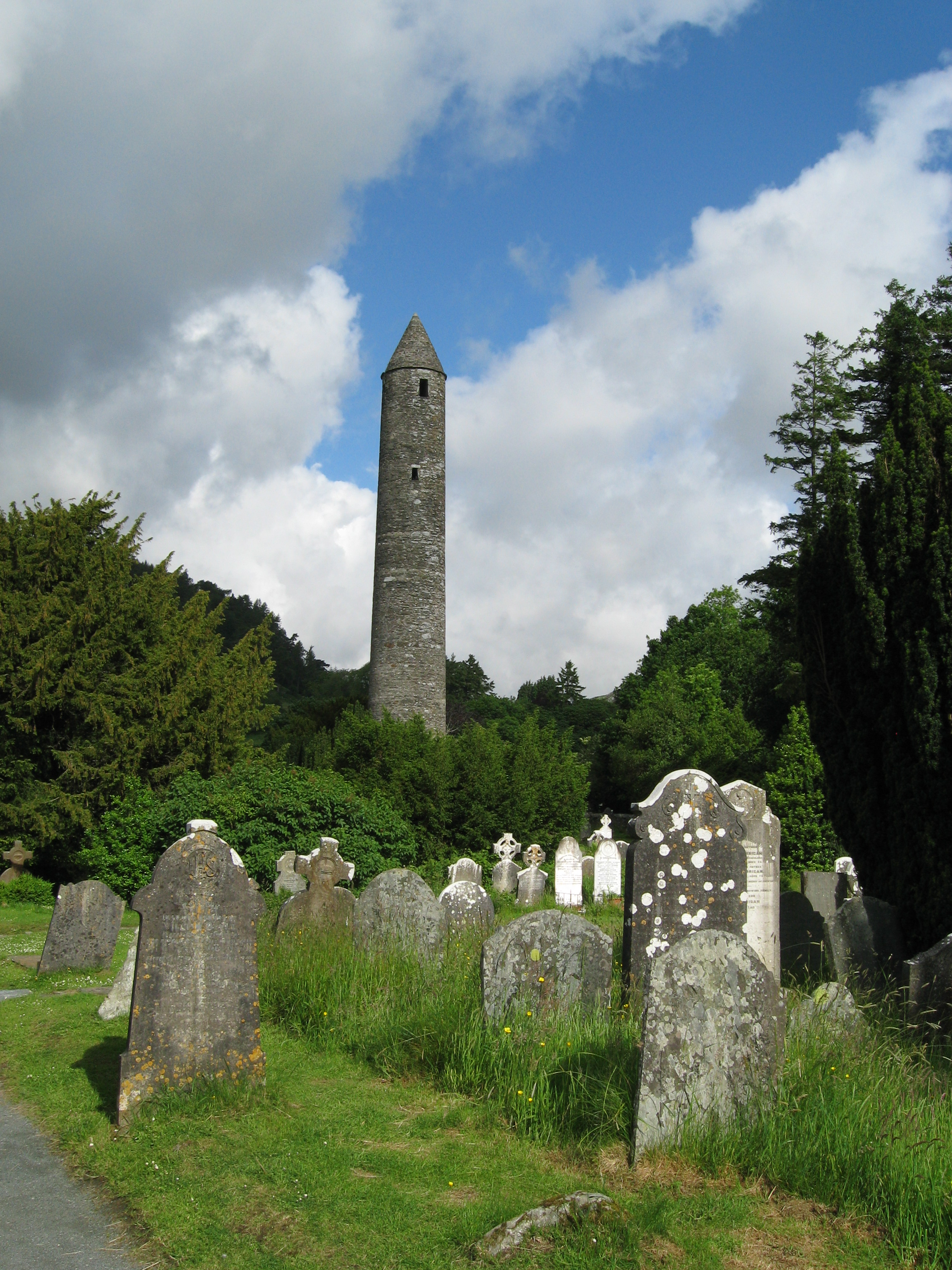
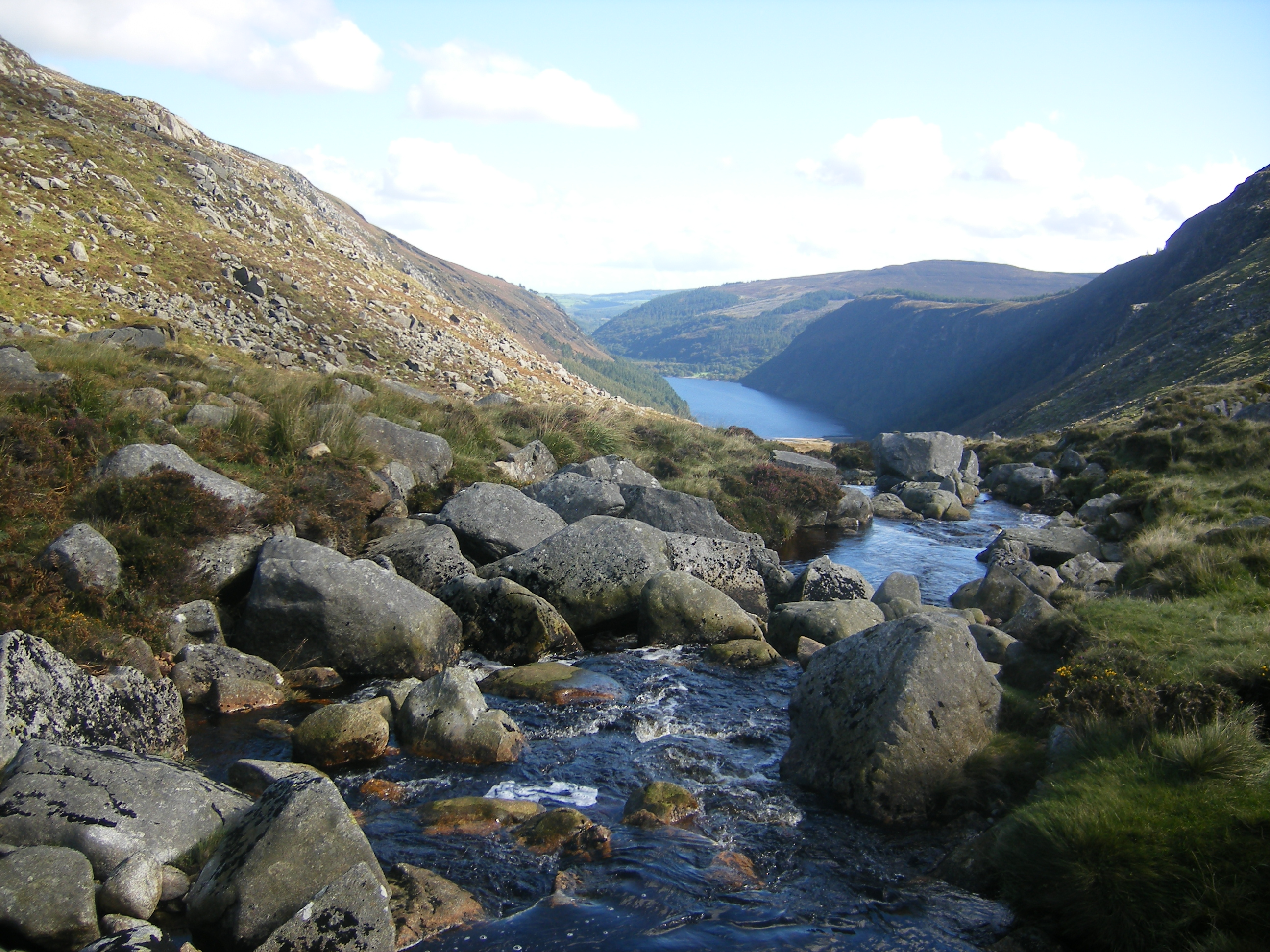
Верхнее озеро и долина
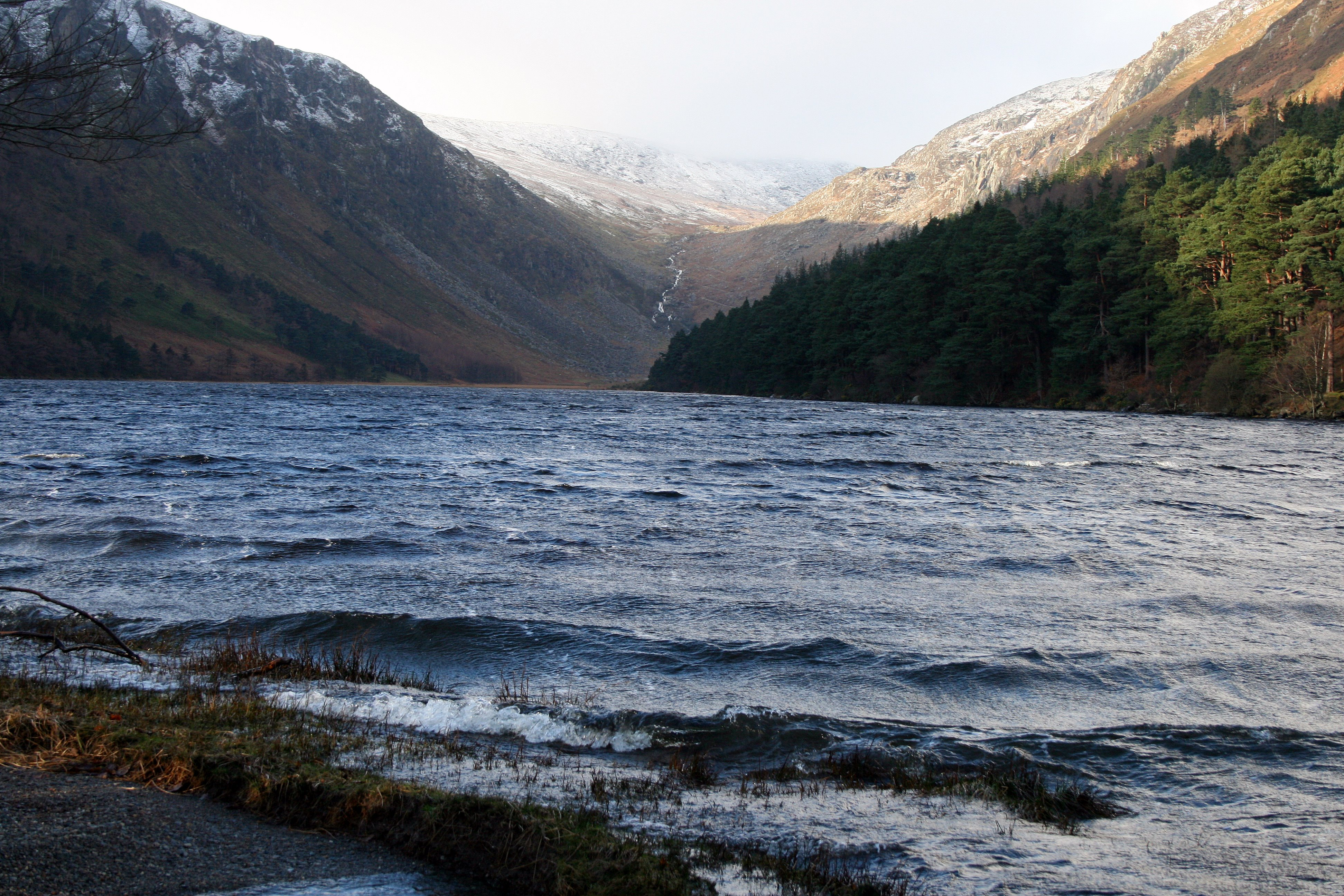
Верхнее озеро
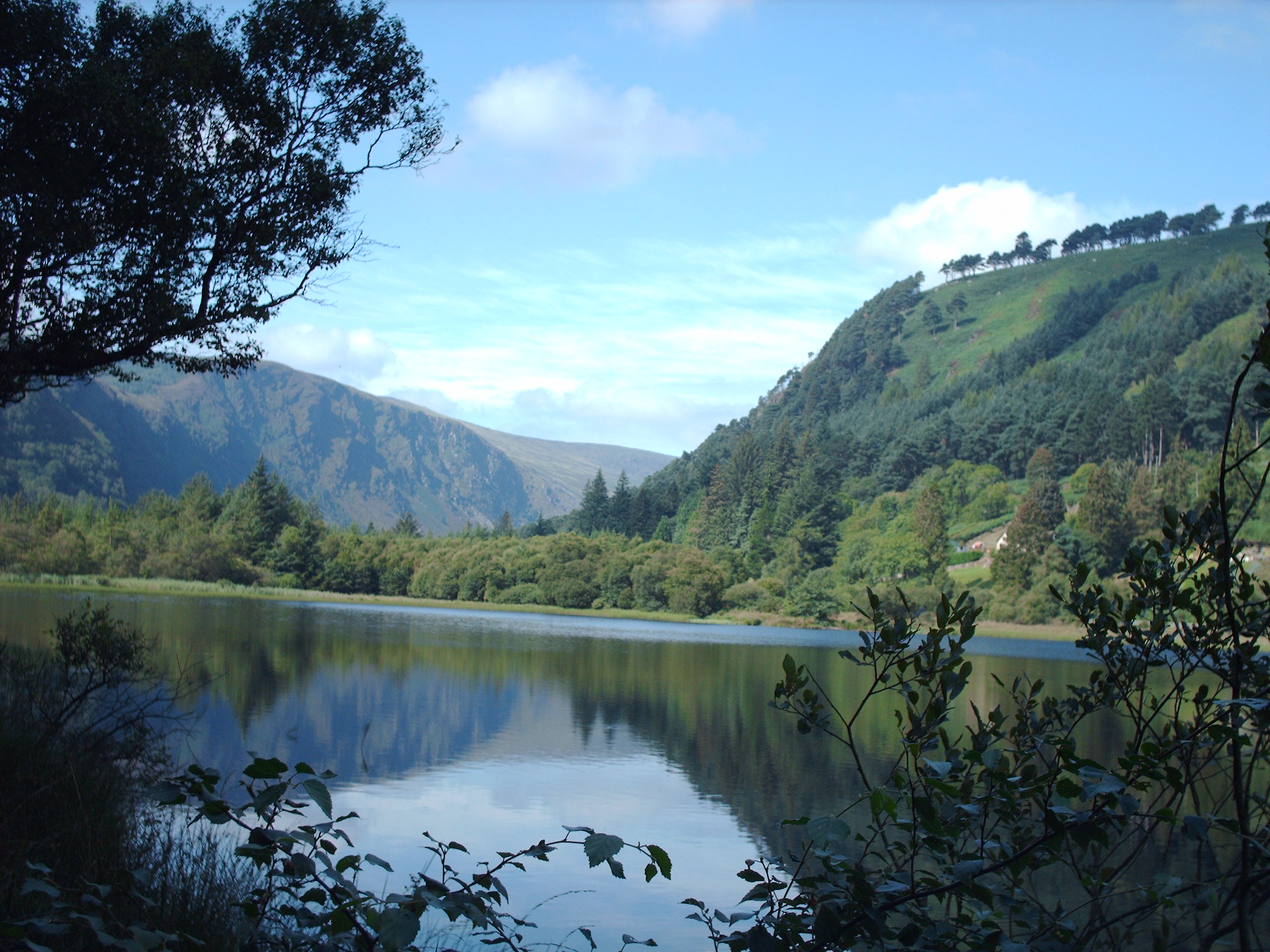
Нижнее озеро
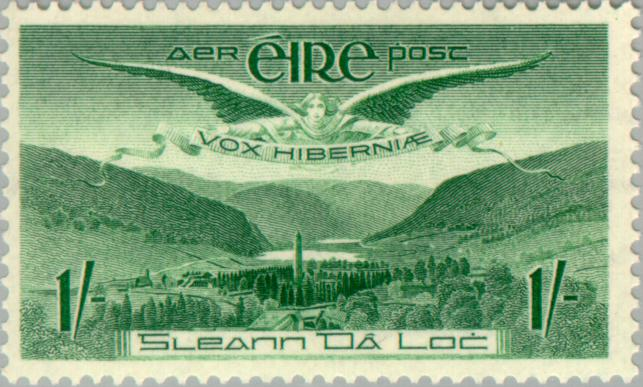
Ирландская почтовая марка 1949 года